# Derby sahélien
Le derby sahélien, match de football opposant l'Étoile sportive du Sahel représentant Sousse et l'Union sportive monastirienne représentant Monastir, est considéré comme le derby du Sahel tunisien en Tunisie.

## Statistiques
| Saison    | Rencontre              | Lieu                      | Score |
| --------- | ---------------------- | ------------------------- | ----- |
| 2003-2004 | ES Sahel - US Monastir | Stade olympique de Sousse | 5 - 0 |
| 2003-2004 | US Monastir - ES Sahel | Stade Mustapha-Ben-Jannet | 1 - 1 |
| 2004-2005 | US Monastir - ES Sahel | Stade Mustapha-Ben-Jannet | 1 - 1 |
| 2004-2005 | ES Sahel - US Monastir | Stade olympique de Sousse | 1 - 0 |
| 2005-2006 | ES Sahel - US Monastir | Stade olympique de Sousse | 2 - 1 |
| 2005-2006 | US Monastir - ES Sahel | Stade Mustapha-Ben-Jannet | 1 - 0 |
| 2006-2007 | US Monastir - ES Sahel | Stade Mustapha-Ben-Jannet | 0 - 0 |
| 2006-2007 | ES Sahel - US Monastir | Stade olympique de Sousse | 1 - 1 |
| 2007-2008 | ES Sahel - US Monastir | Stade olympique de Sousse | 1 - 1 |
| 2007-2008 | US Monastir - ES Sahel | Stade Mustapha-Ben-Jannet | 0 - 0 |
| 2008-2009 | ES Sahel - US Monastir | Stade olympique de Sousse | 0 - 0 |
| 2008-2009 | US Monastir - ES Sahel | Stade Mustapha-Ben-Jannet | 1 - 2 |
| 2009-2010 | US Monastir - ES Sahel | Stade Mustapha-Ben-Jannet | 0 - 1 |
| 2009-2010 | ES Sahel - US Monastir | Stade olympique de Sousse | 2 - 1 |
| 2011-2012 | ES Sahel - US Monastir | Stade olympique de Sousse | 0 - 0 |
| 2011-2012 | US Monastir - ES Sahel | Stade Mustapha-Ben-Jannet | 2 - 0 |
| 2012-2013 | US Monastir - ES Sahel | Stade Mustapha-Ben-Jannet | 4 - 1 |
| 2012-2013 | ES Sahel - US Monastir | Stade olympique de Sousse | 0 - 0 |
| 2013-2014 | ES Sahel - US Monastir | Stade olympique de Sousse | 3 - 0 |
| 2013-2014 | US Monastir - ES Sahel | Stade Mustapha-Ben-Jannet | 0 - 3 |
| 2014-2015 | ES Sahel - US Monastir | Stade olympique de Sousse | 3 - 0 |
| 2014-2015 | US Monastir - ES Sahel | Stade Mustapha-Ben-Jannet | 1 - 2 |
| 2017-2018 | US Monastir - ES Sahel | Stade Mustapha-Ben-Jannet | 0 - 1 |
| 2017-2018 | ES Sahel - US Monastir | Stade olympique de Sousse | 0 - 0 |
| 2018-2019 | ES Sahel - US Monastir | Stade olympique de Sousse | 5 - 3 |
| 2018-2019 | US Monastir - ES Sahel | Stade Mustapha-Ben-Jannet | 3 - 1 |
| 2019-2020 | ES Sahel - US Monastir | Stade olympique de Sousse | 0 - 0 |
| 2019-2020 | US Monastir - ES Sahel | Stade Mustapha-Ben-Jannet | 1 - 2 |
| 2020-2021 | ES Sahel - US Monastir | Stade Mustapha-Ben-Jannet | 3 - 1 |
| 2020-2021 | US Monastir - ES Sahel | Stade Mustapha-Ben-Jannet | 3 - 1 |
| 2021-2022 | US Monastir - ES Sahel | Stade Mustapha-Ben-Jannet | 1 - 0 |
| 2021-2022 | ES Sahel - US Monastir | Stade olympique de Sousse | 0 - 0 |
| 2021-2022 | ES Sahel - US Monastir | Stade olympique de Sousse | 2 - 4 |
| 2021-2022 | US Monastir - ES Sahel | Stade Mustapha-Ben-Jannet | 2 - 0 |